# Ján Chryzostom Korec
Ján Chryzostom Cardeal Korec, S.J. (Bošany, 22 de janeiro de 1924 - 24 de Outubro de 2015) foi um bispo católico e cardeal eslovaco.
Nascera em Bosany, na Diocese e Nitra, a 22 de Janeiro de 1924. Entrou na Companhia de Jesus em setembro de 1939, interrompeu os estudos de Filosofia em 1950, na sequência da supressão das Ordens Religiosas pelo regime comunista.
Tinha 27 anos quando foi ordenado bispo clandestinamente em 1951 por D. Pavel Hnilica. Trabalhou numa fábrica por nove anos, onde desenvolveu clandestinamente a sua missão de sacerdote e de bispo, até que foi detido em março de 1960, tendo passado 12 anos na prisão, sob a acusação de traição. Na cadeia encontrou outros cerca de 200 sacerdotes e 6 bispos.
Foi libertado em 1968 durante a Primavera de Praga, e estava gravemente doente. Mas, pela primeira vez celebrou a missa em público. Reabilitado em 1969, obteve passaporte e veio a Roma, onde pode encontrar o Papa Paulo VI, um encontro por ele próprio definido “comovente”. Naquela ocasião recebeu oficialmente as insígnias episcopais, 18 anos depois da sua ordenação episcopal, mas só os pôde trazer publicamente em 1989. Depois da sua libertação trabalhou como varredouro de rua em Bratislava, depois como operário na indústria química. A sua reabilitação foi anulada em 1974 e foi de novo condenado a quatro anos de prisão.
Libertado de novo por motivos de saúde, perdeu o emprego como varredor de rua e ficou desocupado. Depois retomou o trabalho na indústria química até 1984. Sob o regime comunista Ján Chryzostom Korec ordenou clandestinamente cerca de 120 sacerdotes.
Bispo de Nitra de 6 de Fevereiro de 1990 a 9 de Junho de 2005 e Presidente da Conferência Episcopal Eslovaca de 1990 a 1993, foi elevado à dignidade cardinalícia  pelo Papa João Paulo II no consistório de 28 de Junho de 1991.
Autor de vários livros, entre os quais o célebre “A Noite dos Bárbaros: Memórias da Perseguição Comunista”, traduzido em diversas línguas, não obstante a sua idade avançada e os problemas de saúde, o Cardeal Korec continuou a ser considerado como uma das figuras mais importantes da Eslováquia e uma e autoridade moral no país. Em 2014, por ocasião dos seus 90 anos de nascimento, os Correios da Eslováquia dedicaram-lhe um selo comemorativo.
Faleceu em 24/10/2015 aos 91 anos na Eslováquia.